# La Sabretache
La Sabretache - « Société des collectionneurs de figurines et des amis de l'histoire militaire » - est une société française d'études d'histoire militaire. Association culturelle sans but lucratif, elle est régie par la loi de 1901 et reconnue d'utilité publique.
La société publie Le Carnet de la Sabretache, revue d'histoire militaire et d'uniformologie éditée à Paris depuis 1893. Elle publie également des dossiers « hors-série » portant sur des thèmes précis qui font référence dans les milieux de l'uniformologie, de la collection de militaria, de la Reconstitution historique et de la figurine napoléonienne. Elle dispose également à Rueil-Malmaison d'une bibliothèque conséquente dont les ouvrages sont consultables sur demande.
La qualité de membre donne accès au musée de l'Armée à Paris à titre gratuit.

## Histoire

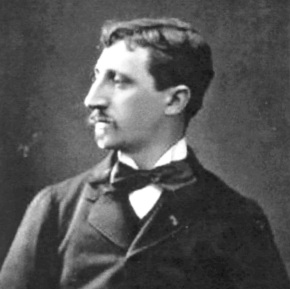
Le peintre militaire français Édouard Detaille fut l'un des pères fondateurs de la Sabretache.

Si bien des gens ont entendu parler de la Sabretache, bien peu savent en fait ce qu'est cette société d'études d'histoire militaire et ignorent même la signification du terme. Tout d'abord la définition du dictionnaire pour le mot « sabretache » indique « une sacoche plate portée au ceinturon par les officiers et cavaliers au XVIIe et XVIIIe siècles ». Cette pièce d'équipement, attribuée essentiellement aux hussards, n'est plus portée en France depuis le Second Empire, mais son nom a été repris par une société d'histoire militaire créée à la fin du XIXe siècle. 
En 1891, dans le même esprit de ferveur patriotique qui avait présidé, à la suite de la défaite de 1870, à la refondation de l'Armée et à la création du Souvenir Français, un groupe d'amis, passionnés d'histoire militaire, peintres, officiers et collectionneurs, décidèrent, à la suite du succès obtenu par le pavillon consacré à la gloire des armées françaises lors de l'exposition universelle de 1889, de tout mettre en œuvre pour favoriser la création du musée de l'Armée. Le premier objet parvenu à la suite d'un appel dans la presse fut une sabretache de l'époque du Consulat. Les peintres Meissonnier et Detaille, ainsi que dix autres personnalités civiles et militaires, en donnèrent le nom à la société d'archéologie militaire qu'ils avaient décidé de fonder, société dont le but premier serait d'obtenir des autorités militaires la création du « Musée de l'Armée ». Le grand spécialiste de la peinture militaire qu'était Édouard Detaille fut le premier président de cette société qui fut juridiquement reconnue en 1893, année de la parution du premier Carnet de la Sabretache. Quelques années après, le Musée que ses fondateurs avaient appelé de leurs vœux était créé aux Invalides. La Sabretache poursuivit ses études d'histoire militaire et les Carnets devinrent une mine de renseignements dans ce domaine.

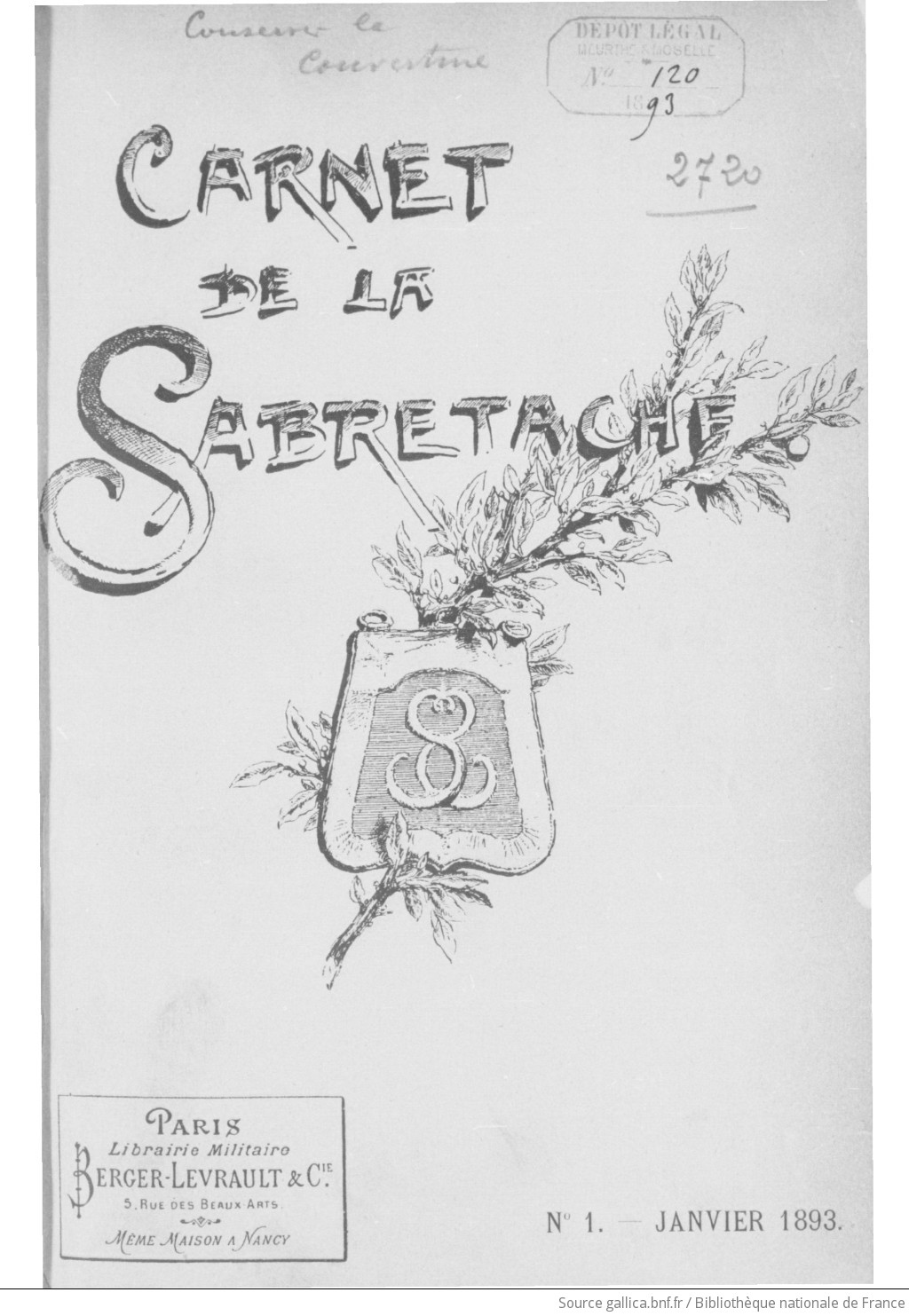
Couverture du Carnet de la Sabretache, première édition, janvier 1893.

La société, régie par la loi de 1901, est, comme le Souvenir Français, reconnue d'utilité publique. Elle comprend 1 100 membres et accueille aussi bien des collectivités que des personnes privées. Hormis une mise en sommeil durant les deux guerres mondiales, ses carnets n'ont cessé de paraître depuis sa fondation. Son centième anniversaire fut marqué, en 1993, par une très belle exposition présentée au Musée national de la Légion d'honneur. Outre le Carnet qui comporte quatre parutions par an dont une « spéciale » consacrée à une armée, une arme ou une unité particulière, la Société offre à ses membres des réunions amicales à son siège et un déjeuner mensuel, des conférences dites « entretiens de la Sabretache » et, une fois par an, un voyage d'histoire militaire en France où à l'étranger. Son patrimoine est riche d'une bibliothèque spécialisée de plus de 6 000 volumes, et d'une documentation constituée par une iconographie très importante et souvent inédite, des dossiers relatifs aux corps de troupe, unités et services des armées ainsi que de très nombreux dossiers concernant les personnages liés à l'histoire militaire. Ayant fusionné en 1971 avec la Société des collectionneurs de figurines historiques, et désireuse aujourd'hui de jouer un rôle pour renforcer les liens Armées - Nation dans le contexte actuel, les statuts ont été adaptés : la Sabretache, société d'études d'histoire militaire, a pour vocation de « conserver la mémoire et sauvegarder de l'oubli et de la destruction les glorieux souvenirs des Armées françaises, de propager le goût de l'histoire militaire, notamment par le biais de l'uniformologie, de la vexillologie et des figurines historiques. »
. Les membres de la Sabretache s'efforcent de maintenir la devise du régiment Colonel-Général Infanterie qu'ils ont faite leur : « Praeteriti fides exemplumque futuri » (« Fidélité aux Anciens et exemple pour les générations à venir »).
En 2020, la Sabretache s'associe avec La Compagnie d'Elite et la société Epopées dans le cadre d'un partenariat.

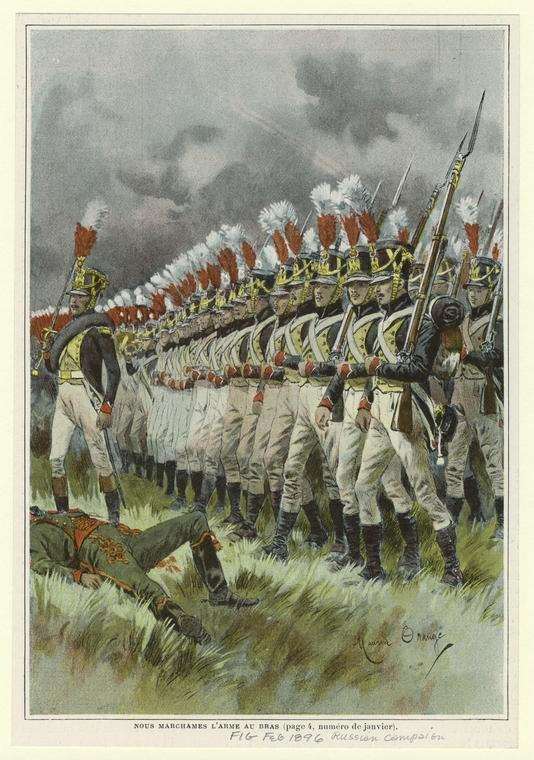
Infanterie de ligne française pendant la campagne de Russie, 1812. Illustration de Maurice Orange.